# Nicolas Isimat-Mirin
Nicolas Isimat-Mirin Charente (* 15. November 1991 in Meudon) ist ein französischer Fußballspieler.

## Karriere

### Verein
Isimat-Mirin, dessen Eltern aus Guadeloupe stammen, begann mit dem Fußballspielen bei der US Roissy-en-Brie und wurde später in die nationale Fußballakademie in Clairefontaine-en-Yvelines aufgenommen. 2007 schloss sich Isimat-Mirin der Nachwuchsakademie von Stade Rennes an, doch zwei Jahre später wechselte er zum FC Valenciennes. In der Saison 2010/11 gab Isimat-Mirin in der Ligue 1 sein Profidebüt und schloss die ersten beiden Spielzeiten in der Liga auf dem zwölften Tabellenplatz ab. In der Saison 2012/13 belegte Abwehrspieler mit dem FC Valenciennes in der Ligue 1 den elften Tabellenplatz. Im Sommer 2013 wechselte er zum Aufsteiger AS Monaco und wurde mit den Monegassen auf Anhieb Vizemeister, wobei Isimat-Mirin kein Stammspieler war. Kurz vor Ende der Sommertransferperiode der Saison 2014/15 wechselte er leihweise in die Niederlande und schloss sich der PSV Eindhoven an. Mit dem niederländischen Großklub gewann Isimat-Mirin die niederländische Meisterschaft und in der Folge wurde er fest verpflichtet. Auch in den Saisons 2015/16 und 2017/18 gewann er mit der PSV Eindhoven die Meisterschaft.
In der Wintertransferperiode 2018/19 wurde er vom türkischen Erstligisten Beşiktaş Istanbul verpflichtet und für die Spielzeit 2019/20 an den FC Toulouse ausgeliehen.

### Nationalmannschaft
Isimat-Mirin absolvierte fünf Partien für die französische U-20-Auswahl sowie drei für die französische U-21-Nationalmannschaft.

## Erfolge
PSV Eindhoven
- Niederländischer Meister: 2015, 2016, 2018
- Niederländischer Supercup-Sieger: 2015, 2016